# Lucius Verus

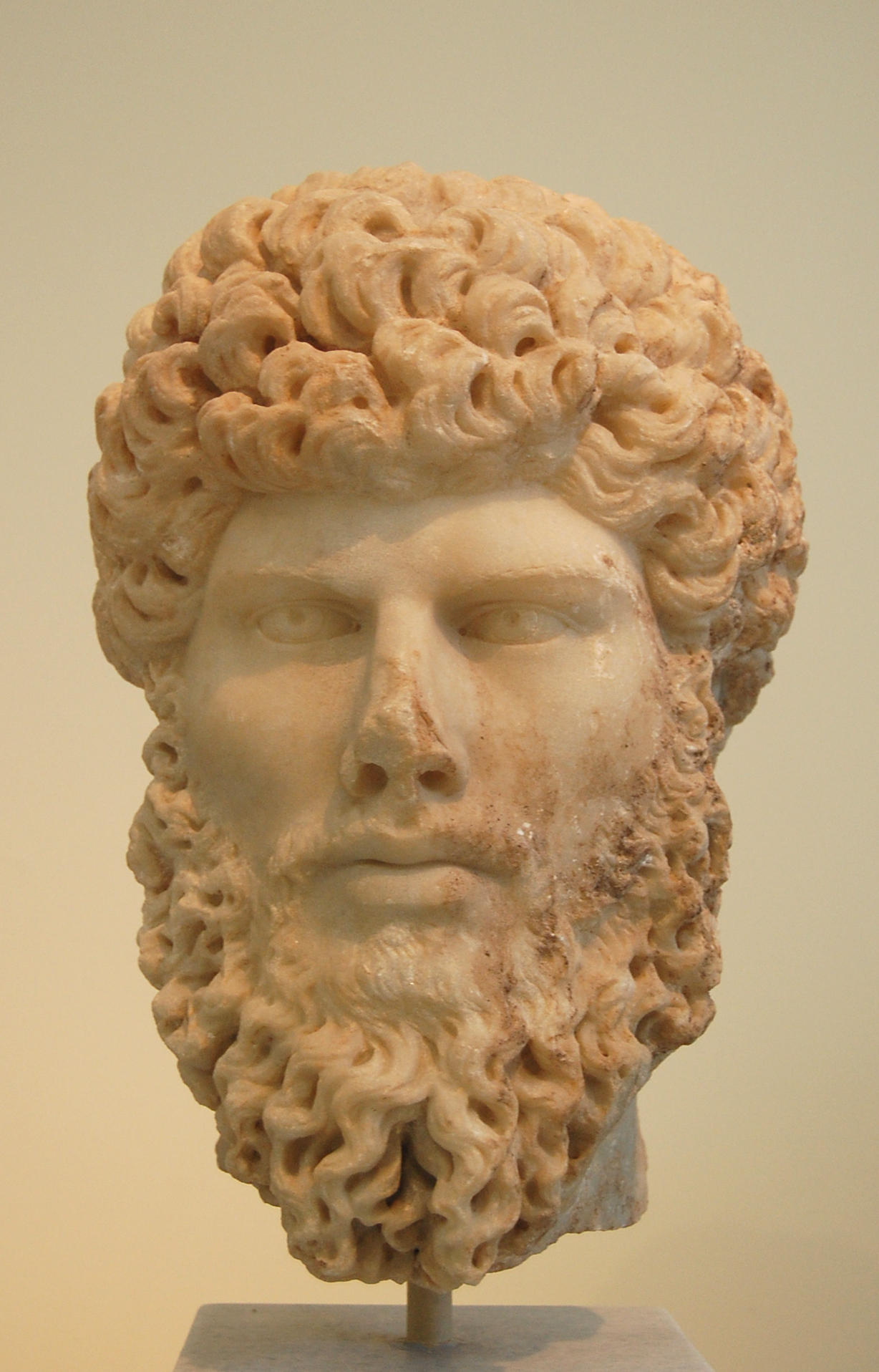
Lucius Verus

Lucius Aurelius Verus (ngày 15 tháng 12 năm 130-169), sinh là Lucius Ceionius Commodus, được gọi đơn giản là Lucius Verus, là hoàng đế La Mã cùng với Marcus Aurelius (161-180), từ năm 161 cho đến khi ông qua đời.

## Thời niên thiếu và nghề nghiệp
Verus là con trai của Avidia Plautia và Aelius Lucius Caesar, ông cũng là con nuôi, được dự định kế vị hoàng đế Hadrian (117-138).
Khi Aelius Caesar mất năm 138, Hadrian đã chọn Antoninus Pius (138-161) là người kế nhiệm của mình, với điều kiện là Antoninus nhận con nuôi là Verus(lúc đó 7 tuổi) và Marcus Aurelius, cháu của Hadrian. Như một hoàng tử hoàng gia, Verus nhận được sự giáo dục cẩn thận từ nhà văn nổi tiếng nhất, Marcus Cornelius Fronto. Ông được báo cáo là một học sinh xuất sắc, thích làm thơ và có những bài phát biểu thuyết phục.
Verus có hai chị em. Một chị Ceionia Fabia đã đính hôn với Marcus Aurelius năm 136. Tuy nhiên năm 138, Marcus Aurelius đã phá vỡ hôn ước với Fabia. Aurelius đã được nhận làm con nuôi bởi Hoàng đế Antoninus Pius và đã đính hôn với con gái của Antoninus Faustina Trẻ người mà sau này ông đã lập gia đình. Lucius có thêm một em gái Ceionia Plautia, nhưng ít được biết đến.
Sự nghiệp chính trị của Verus bắt đầu với chức quan coi quốc khố năm 153 và sau đó là chấp chính quan năm 154. Năm 161, ông một lần nữa được bầu làm chấp chính quan với Marcus Aurelius.

## Hoàng đế

### Sự lên ngôi của Lucius và Marcus năm 161
Antoninus qua đời vào ngày 7 tháng 3 năm 161, sau đó ngai vàng được thừa kế bởi Marcus Aurelius. Mặc dù viện nguyên lão lên kế hoạch để chấp nhận Marcus cai trị một mình, ông đã từ chối nắm quyền trừ khi Lucius nhận được quyền hạn như ông. Viện nguyên lão chấp nhận, phong cho Lucius danh hiệu Imperium, quyền lực của quan bảo dân, và tên Augustus. Đây là lần đầu tiên Rome được cai trị bởi hai vị hoàng đế
Ngay sau khi viện nguyên lão công nhận họ, hai hoàng đế tiến đến Castra Praetoria, trại của lực lượng cận vệ pháp quan. Lucius đã đọc diễn văn trước toàn bộ số quân tụ họp, sau đó họ tung hô cả hai là imperatores. Sau đó, giống như tất cả các hoàng đế mới kể từ thời Claudius, Lucius đã hứa quân đội một khoản thưởng đặc biệt Tuy nhiên, khoản thưởng này đã tăng gấp hai lần so với trước đây: 20.000 sesterces (5.000 denarii) bình quân đầu người, mỗi quan chức. Đổi lại khoản tiền thưởng, tương đương với vài năm lương, quân đội đã thề một lời tuyên thệ để bảo vệ các hoàng đế. Nghi lễ có lẽ không hoàn toàn cần thiết, vì sự kế vị của Marcus đã hòa bình và không có sự kháng cự nào, nhưng nó là sự bảo đảm tốt chống lại những rắc rối quân sự sau đó .

#### Thời kì đầu 161-162
Ngay sau khi lên ngôi hoàng đế, con gái mới 11 tuổi của Marcus, Annia Lucilla, đã đính hôn với Lucius (mặc dù thực tế ông chính thức là chú của cô).